# 约翰·希罗尼穆斯·施勒特尔

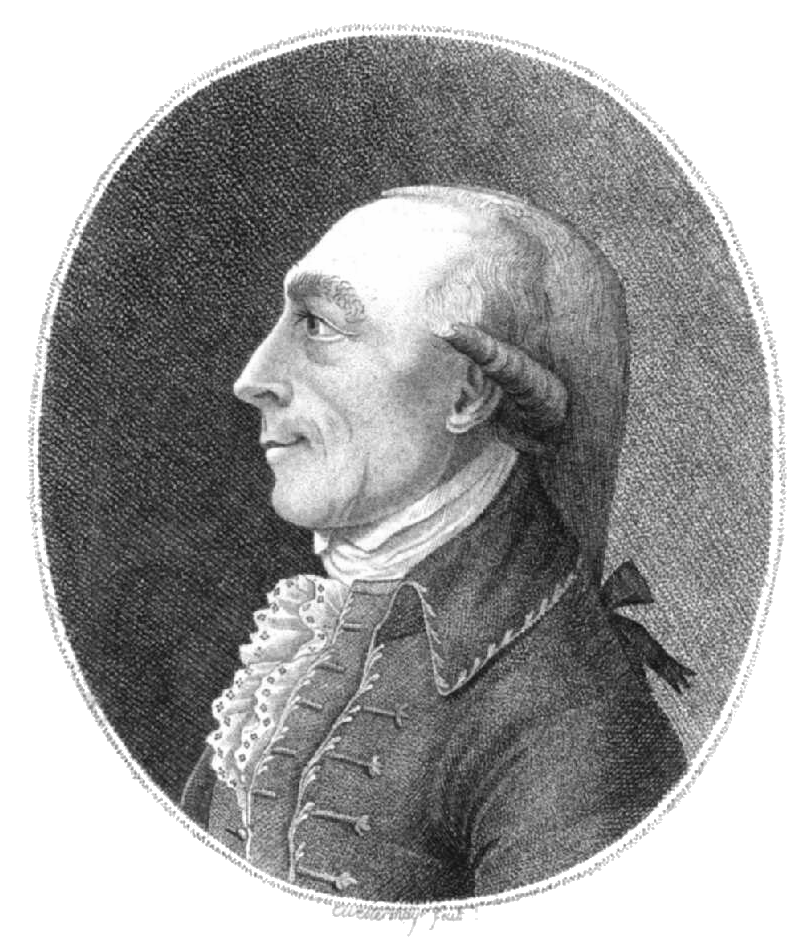
约翰·希罗尼穆斯·施勒特尔

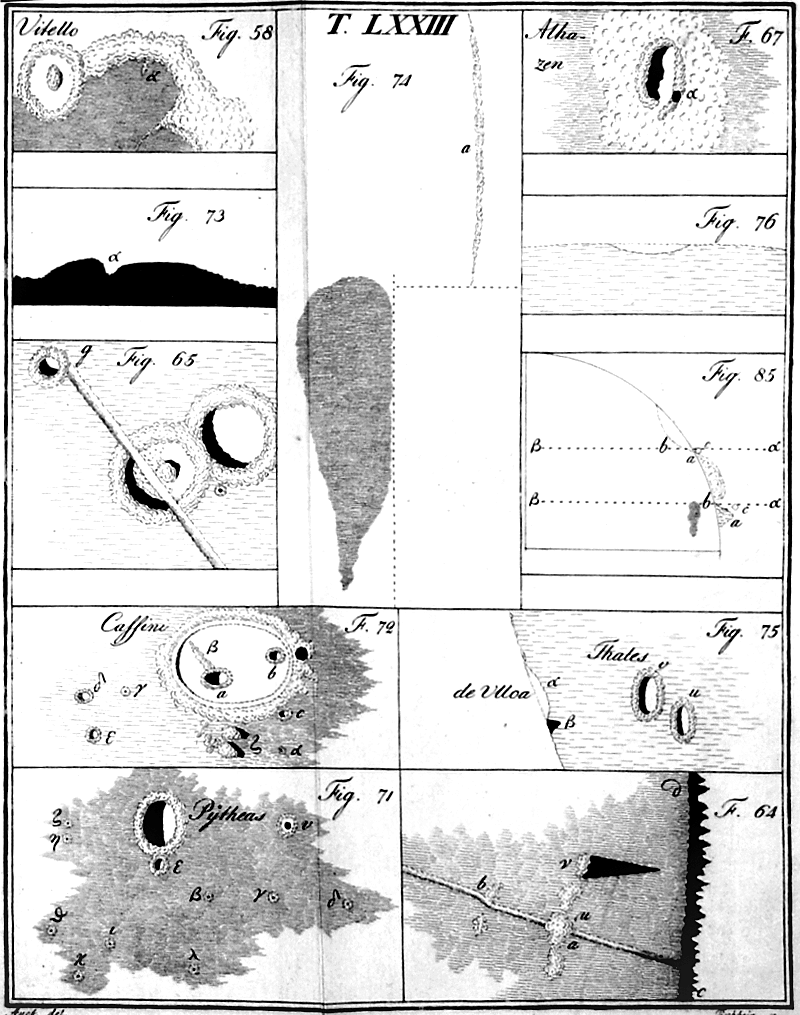
《月球地形图》中的图示

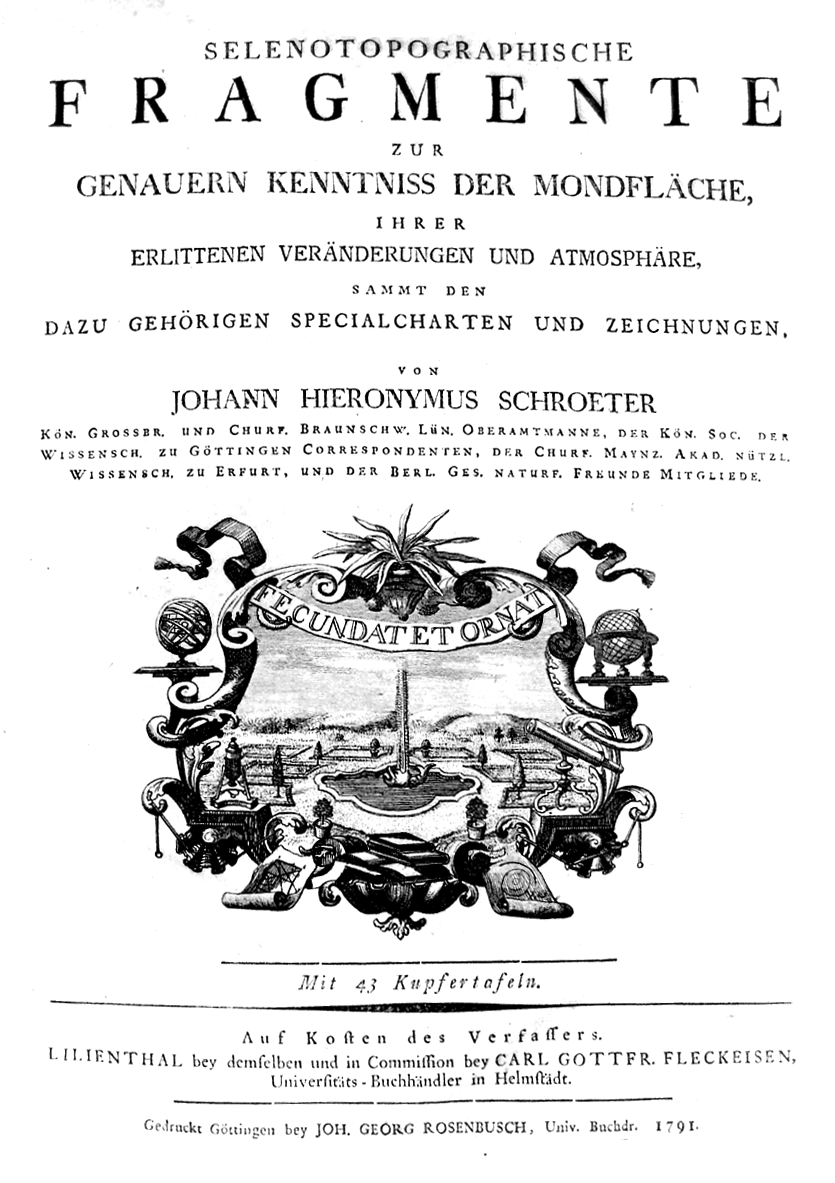
《月球地形图》的封面

约翰·希罗尼穆斯·施勒特尔（德語：Johann Hieronymus Schröter，1745年8月30日—1816年8月29日）是一位德国天文学家。

## 生活
1745年出生在埃尔福特，1762年到1767年曾在哥廷根大学学习法律，之后开始了长达十年之久的法律工作。
1777年，他被汉诺威的乔治三世任命为王室大臣。在那里，结识威廉·赫歇尔的两个兄弟。1779年，他得到了一架三英尺长(91厘米，差不多1米)，带2.25英寸消色差透镜镜头的反射望远镜来观察太阳、月亮和金星。1781年赫歇尔天王星的发现激发了施勒特尔对天文学的追求，他辞去皇家职位，成为了利林塔尔首席法官和地方长官。
1784年，他花了31帝国元(Reichsthaler)(相当于今天的600欧元)购买了一架焦距122厘、口径12厘米的赫歇尔反射望远镜。通过在杂志上发表观测报告，他很快出名，但他并未就此满足。1786年又花费600帝国元(相当于他半年的收入)添置了一架焦距为214厘米、口径16.5厘米，目镜放大率达1200倍的反射望远镜，以及用26塔勒购买了一台螺杆式目镜测微计。利用这些设备，他系统地观察了金星、火星、木星和土星。
施勒特尔曾绘制了大范围的火星特征图，但奇怪的是，他总是错误地认为所看到的只是云团结构，而非地理特征。1791年他发表了题为《对月球表面更精确了解的月球地形图》(Selenotopographische Fragmente zur genauern Kenntniss der Mondfläche)的有关月球地形的早期研究。在这项研究中他提出的可见月球“反射率”概念在后来被托马斯·格温·埃尔格(Thomas Gwyn Elger)进一步推广，并且现在以他的名字命名。1793年，他第一个发现了金星的相位异常，现在被称为施罗德效果，在此阶段，金星的月相形状比意料的更凹。
他的两名助手是著名天文学家卡尔·路德维希·哈丁(1796年至1804年)和弗里德里希·威廉·贝塞尔(1806至1810年)。
1813年，他惨遭了拿破仑战争的破坏：多米尼克·旺达姆(Vandamme)率领的法军毁坏他的工作，毁掉了他的书籍、著作和天文台。从此，他再也没能从灾难恢复过来。
他绘制的火星图丢失并再未发表过，直到他死后的多年，在1873年再被重新发现和再版(1881年)。
1794年和1798年4月他曾分别入选为瑞典皇家科学院和英国皇家学会外籍院士
月球上的施勒特尔陨石坑和施勒特尔月谷”以及火星上的“施勒特尔撞击坑”都是以他的名字命名。

## 参引
- 希恩, 威廉; 鲍姆, 理查德. . 英国天文协会杂志. 1995, 105: p. 171  [2015-05-09]. Bibcode:1995JBAA..105..171S. （原始内容存档于2021-04-17）.
- Mallama, A. . 英国天文协会杂志. 1996, 106 (1): 16–18  [2015-05-09]. Bibcode:1996JBAA..106...16M. （原始内容存档于2021-01-26）.

1. ↑   Chisholm, Hugh (编). .  (第11版). London: Cambridge University Press. 1911.
2. ↑  . 皇家学会.   [2010年10月12日].[永久]